# Neurophyseta albimarginalis
Neurophyseta albimarginalis är en fjärilsart som beskrevs av William Schaus 1920. Neurophyseta albimarginalis ingår i släktet Neurophyseta och familjen Crambidae. Inga underarter finns listade i Catalogue of Life.